# San Lucido
San Lucido ist eine italienische Stadt in der Provinz Cosenza in Kalabrien mit 6911 Einwohnern (Stand 31. Dezember 2023).

## Lage und Daten
San Lucido liegt etwa 40 km westlich von Cosenza an der Küste des Tyrrhenischen Meeres. Die Nachbargemeinden sind Falconara Albanese, Paola, Rende und San Fili.

## Verkehr
San Lucido hatte seit 1915 einen Bahnhof an der 1987 eingestellten Zahnradbahn Paola–Cosenza.

## Sehenswürdigkeiten
Im Ort steht eine Ruine einer mittelalterlichen Burg. An der Küste stehen noch Reste einer Befestigungsanlage aus dem Mittelalter. In der Kirche im Ort steht ein Altar aus dem 16. Jahrhundert. In der Pfarrkirche befindet sich ein Gemälde aus dem 18. Jahrhundert, welches die Taufe Jesu zeigt.

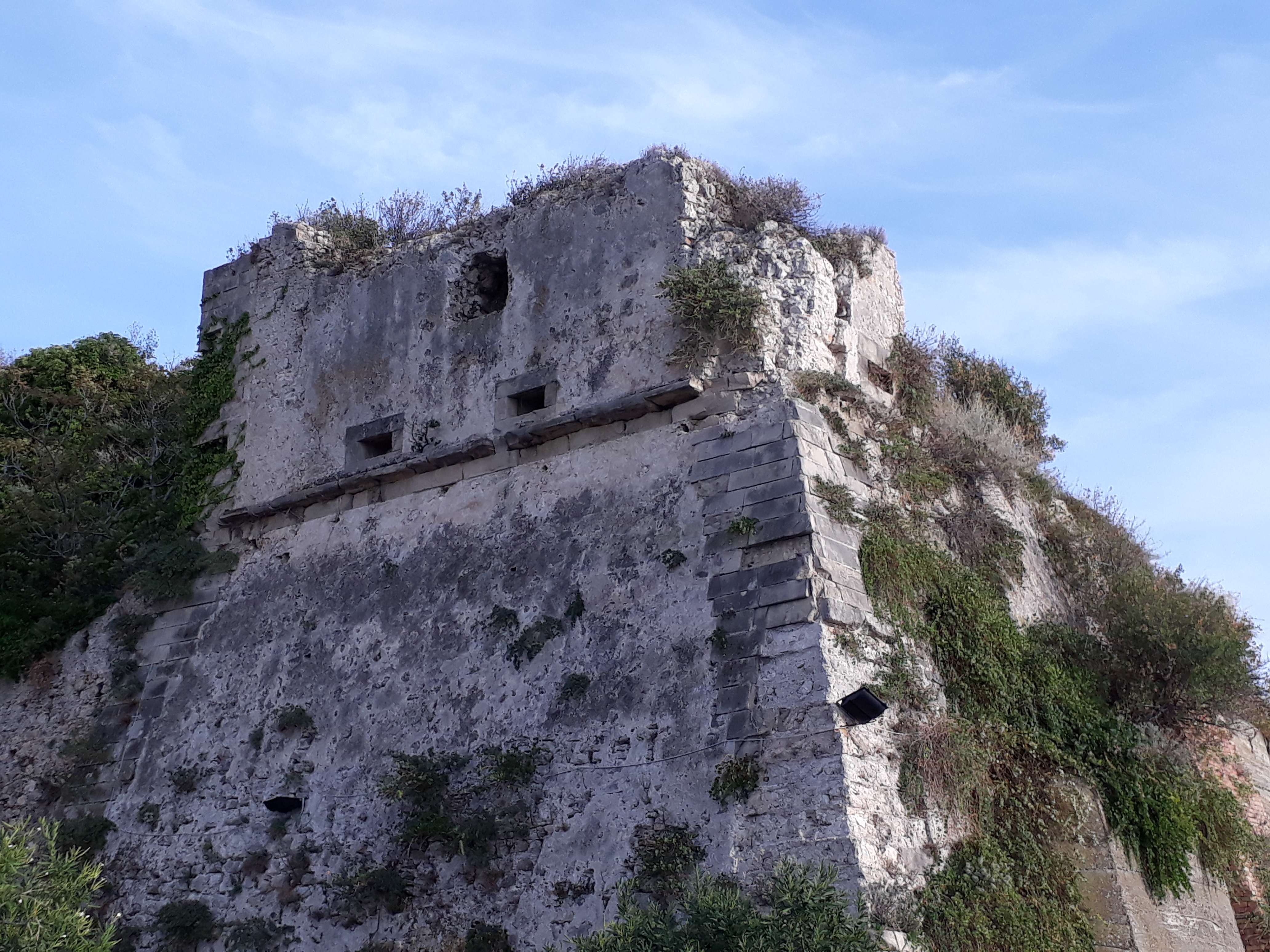
Ruine von Castello Ruffo
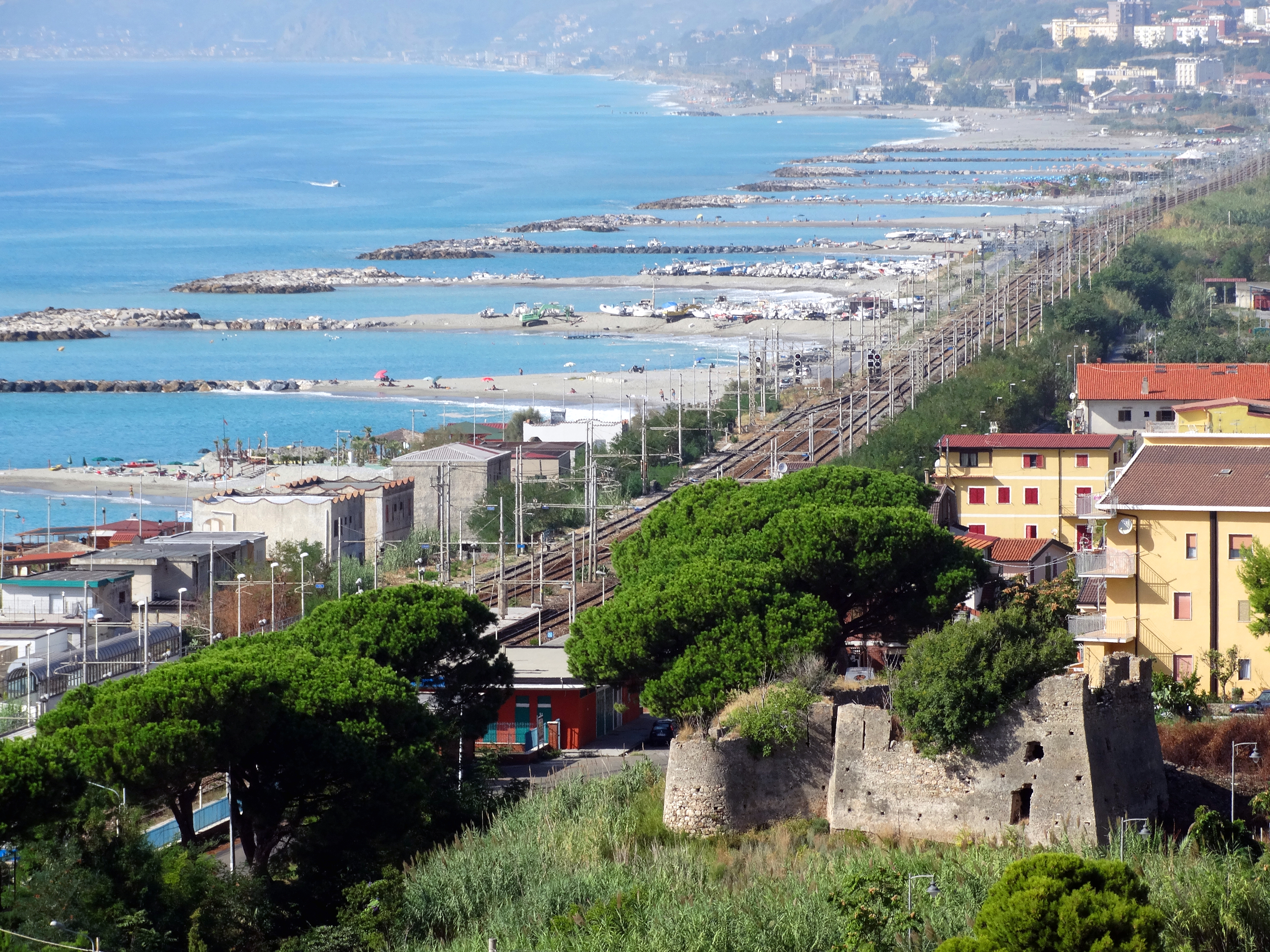
Il Fortino und die Küste
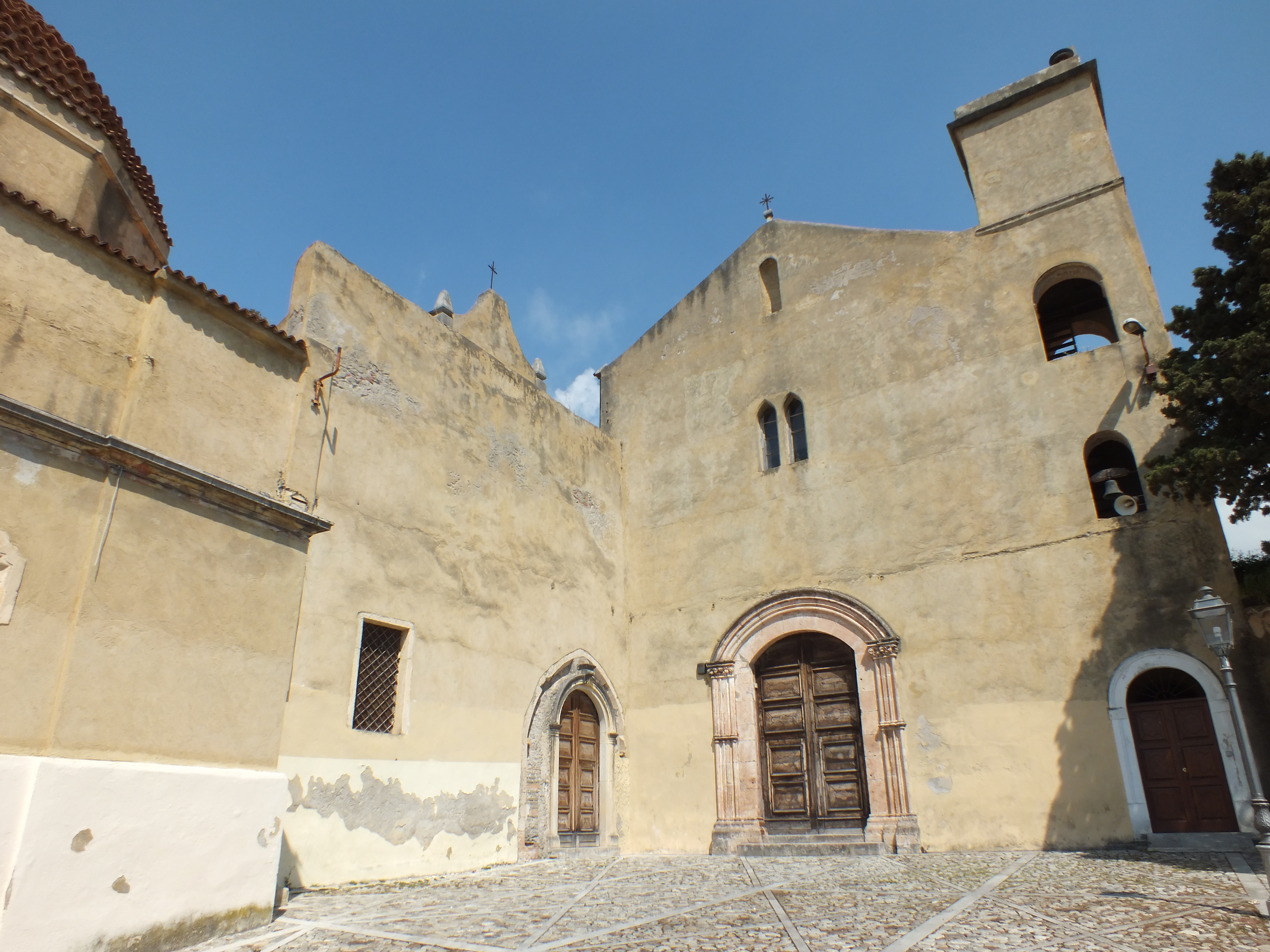
Chiesa della Santissima Annunziata
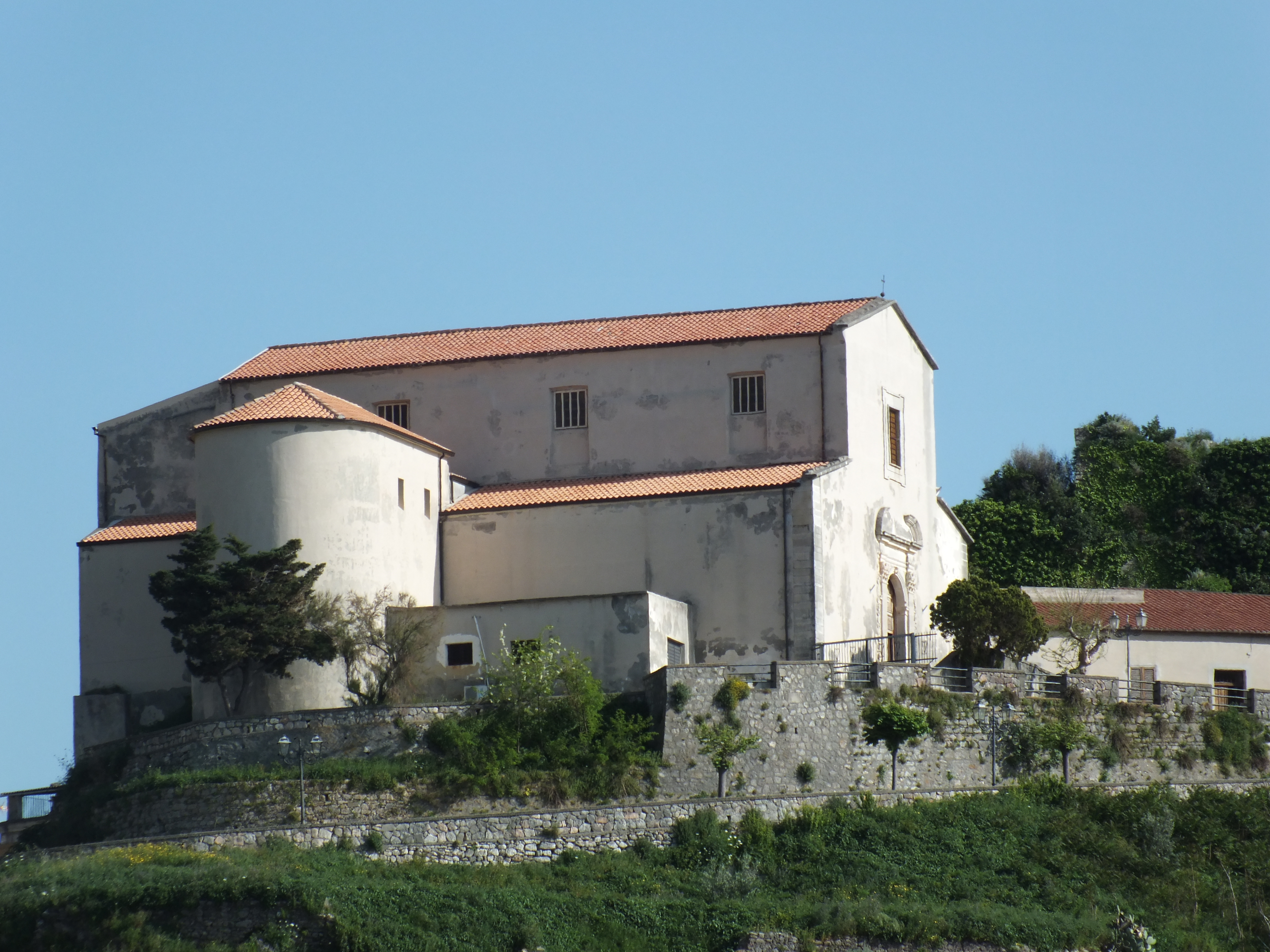
Chiesa San Giovanni Battista
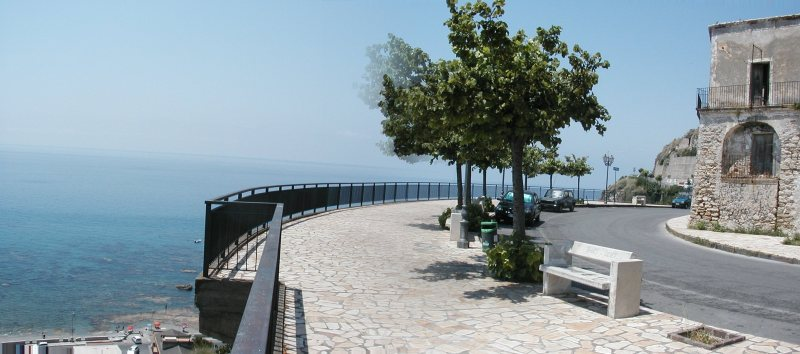
Belvedere